# Michael Praetorius
Michael Praetorius (Michael Schultheiß; Creuzburg, 15 febbraio 1571 – Wolfenbüttel, 15 febbraio 1621) è stato un compositore e teorico della musica tedesco.
Nato nel 1571 a Creuzburg, nell'Alta Turingia, Praetorius (nome umanistico di Michael Schultz o Schultheiss) fu una figura fondamentale per il passaggio al primo Barocco e uno dei principali esponenti del tardo rinascimento musicale tedesco.
La sua vastissima attività compositiva comprende circa 1200 pezzi di musica sacra. Altrettanto importante il suo Syntagma musicum, del 1619, con trattazioni e disegni della storia musicale. L'opera è suddivisa in tre parti: la prima e la terza, in latino, riportano note storiche su forme e tecniche musicali, mentre la seconda, in tedesco, è un trattato di organologia dell'epoca.

## Biografia

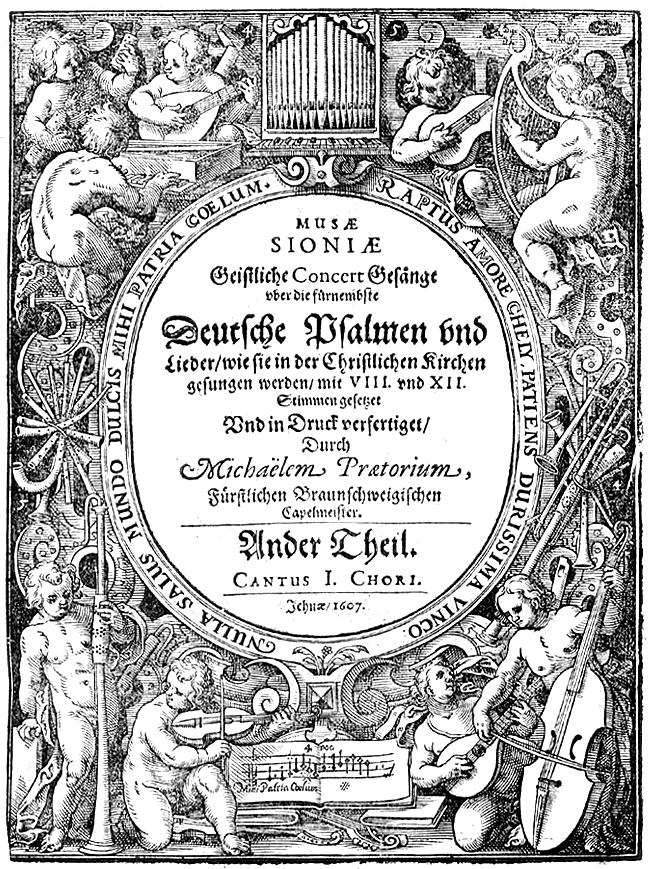
Frontespizio di una partitura di Praetorius

Studiò fra il 1584 e il 1588 all'Università di Francoforte sull'Oder, dove divenne organista della chiesa di S. Maria.
 Fu poi, agli inizi, Maestro di Cappella presso varie corti europee, finché nel 1589 fu chiamato dal Duca Heinrich Julius di Brunswick prima come segretario e addetto musicale della Cappella della sua dimora di Groninga,  poi come Maestro di Cappella a Wolfenbüttel, dove rimase sino alla morte. Trascorse dunque una vita tranquilla, e poté così dare sfogo alla sua fertilissima creatività e sapienza. 

## Considerazioni sulla sua opera
Michael Praetorius, che era figlio di un pastore luterano, per la sua collocazione storico-culturale, non può essere considerato un musicista pienamente rinascimentale o barocco, bensì come un musicista della transizione (che egli dominò nella teoria e nella pratica), poiché, a partire dalle forme ormai storicizzate dell'espressione polifonica e strumentale del Rinascimento, contribuì notevolmente ad introdurre e avviare la realizzazione del grande edificio musicale barocco. Praetorius, dunque, non fu soltanto uno dei massimi compositori germanici vissuti fra la fine del Cinquecento e l'inizio del Seicento, bensì seppe svolgere con grande autorevolezza il ruolo di riferimento teorico-pratico in una fase di delicata transizione. Quest'ultima vedeva soprattutto il diffondersi dei modi e delle tendenze della musica italiana, sia cattolica che profana, nel severo mondo protestante tedesco. Dice a tale proposito il Günter:
"I mottetti dei primi tomi delle Musae Sioniae rivelano una tecnica simile a quella di Orlando di Lasso. La tecnica concertante del Viadana, unita a quella dei tricinia tedeschi più antichi, appare nelle Musae Sioniae (vol IX); l'ascendente di Giovanni Gabrieli si ritrova nella Polyhymnia caduceatrix e anche nel Syntagma, in cui il Viadana, il Gabrieli e l'Agazzari sono i musicisti più spesso citati.
Ma, nonostante la presenza ininterrotta della musica italiana, Praetorius resta fedele alla tecnica del "mottetto-lied". La sicurezza della scrittura contrappuntistica e il suo attaccamento al canto spirituale fanno di lui quello che Blume ha definito "il rappresentante centrale dell'ortodossia luterana nella storia della musica sacra protestante".

## Raccolte musicali
- 1605-1610 - Musae Sioniae (I - IX)
- 1611 - Missodia Sionia
- 1611 - Hymnodia Sionia
- 1611 - Eulogodia Sionia
- 1611 - Megalynodia Sionia
- 1612 - Terpsichore
- 1613 - Urania
- 1614 - Kleine und Litaney
- 1614 - Epithalamion dem Fürsten ... Fr. Ulrich von Braunschweig
- 1617 - Konzert
- 1619 - Polyhymnia caduceatrix et panegyrica
- 1620 - Polyhymnia exercitatrix
- 1621 - Puericinium
- 1623 - Psalm CXVI

## Gli scritti teorici
- 1612 - Leiturgodia Sionia latina (Introduzione teorica alle proprie composizioni liturgiche)
- 1614-1615 - Syntagma musicum I (Trattato storico sulla musica ecclesiastica antica)
- 1619 - Syntagma musicum II - De organographia (Trattato sugli strumenti musicali)
- 1619 - Syntagma musicum III (Forme musicali e norme pratiche)